# پیتر آسگود
 پیتر آسگود  (به انگلیسی: Peter Osgood) (زاده ۲۰ فوریه ۱۹۴۷ - درگذشته۱ مارس ۲۰۰۶) بازیکن سابق تیم ملی فوتبال انگلیس و چلسی است.آسگود به مدت ۱۱ سال برای تیم چلسی بازی کرده‌است.وی در تاریخ ۲۵ فوریه ۱۹۷۰ نخستین بازی ملی خود را در مقابل تیم ملی فوتبال بلژیک انجام داد و با حضور در ۴ بازی ملی، در تاریخ ۱۴ نوامبر ۱۹۷۳ واپسین بازی ملی‌اش را در برابر تیم ملی فوتبال ایتالیا برگزار کرد.